# Ermita de Nuestra Señora de las Viñas (Soria)
La ermita de Nuestra Señora de las Viñas era una de las ermitas románicas con las que contaba la ciudad de Soria. Se situaba en las faldas del Castillo, en la vertiente opuesta a la población.

## Historia
La ermita de Nuestra Señora de las Viñas se situaba en las faldas del Castillo, en la vertiente opuesta a la población, entre los cerros del Castillo y de los Moros. En las inmediaciones de la ermita, según Marisol Encinas estaría localizado el cementerio hebreo, “más apropiado parece situarlo extramuros, al sur del recinto fortificado, cerca de Santa María de las Viñas, templo del que aún son visibles algunos muros arruinados”.
Escasos datos se tienen acerca de esta ermita, considerada por Rabal como una de las iglesias anexionadas a Nuestra Señora del Espino; "la parroquia [...] es hoy la de más categoría e importancia después de la colegiata de San Pedro, porque en ella se refundieron la de Nuestra Señora de las Viñas, las de Santiago, San Sebastián y Santo Domingo de Silos".
En el año 1766 aún debía encontrarse en pie ya que en la descripción de Soria realizada por Fr. Enrique Flórez, catedrático de la Universidad de Alcalá en Noticias de la Vida y Escrito, menciona a dicha ermita junto a la de Santa Bárbara como una de las que se encontraba fuera de su recinto amurallado: "Soria tiene dos ermitas extramuros, Santa Bárbara y Nuestra Señora de las Viñas, casi enfrente de San Saturio. El río intermedio.". Aquí acudía la ciudad en el segundo día de rogativas o letanías menores durante el triduo de la Ascensión.
En el plano realizado por Dionisio Badiola en 1813 aparece una edificación y unos huertos en el lugar en el que pudo ubicarse aunque no aparece identificada y en el de Francisco Coello de 1860 no hay rastro de edificaciones en esta zona por lo que debió desaparecer en el siglo XIX.

## Descripción
Perteneció a la Iglesia de Nuestra Señora del Espino junto con las iglesias de San Sadornil y Santiago. Todavía se conservan los restos arruinados de la misma junto a la muralla de la ciudad que actualmente hace de tapia para el cementerio. 
En el año 2013 aparecieron restos óseos humanos en las faldas del Castillo probablemente debido a las fuertes lluvias de este año y al constante transitar de peatones y motos. A falta de lo que dictamine la investigación, los restos podrían ser medievales y estar relacionados con el cementerio hebreo localizado en la zona o con la desaparecida ermita, una de las que tenía la ciudad de Soria fuera de su recinto amurallado.